# Мост Легионов
Мост Легионов (чеш. Most Legií) — мост через Влтаву в Праге. Мост получил своё название в честь Чехословацких легионов (1919—1940).
Мост ведет от Национального театра с Национального проспекта на правом берегу к проспекту Победы под Петршинскими садами на левом над Стршелецким островом. Мост возведен вместо своего предшественника, железного Моста Франца I с 1839—1841 годов.

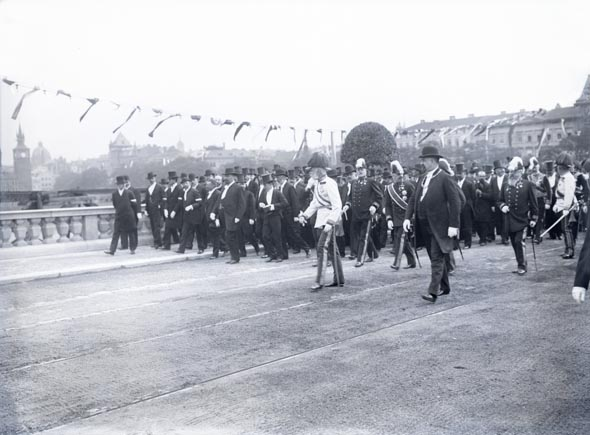
Торжественное открытие моста императором Францем Иосифом I 14 июня 1901 года. Событие получило название «прогулка по мосту» (procházka na mostě). Фотография

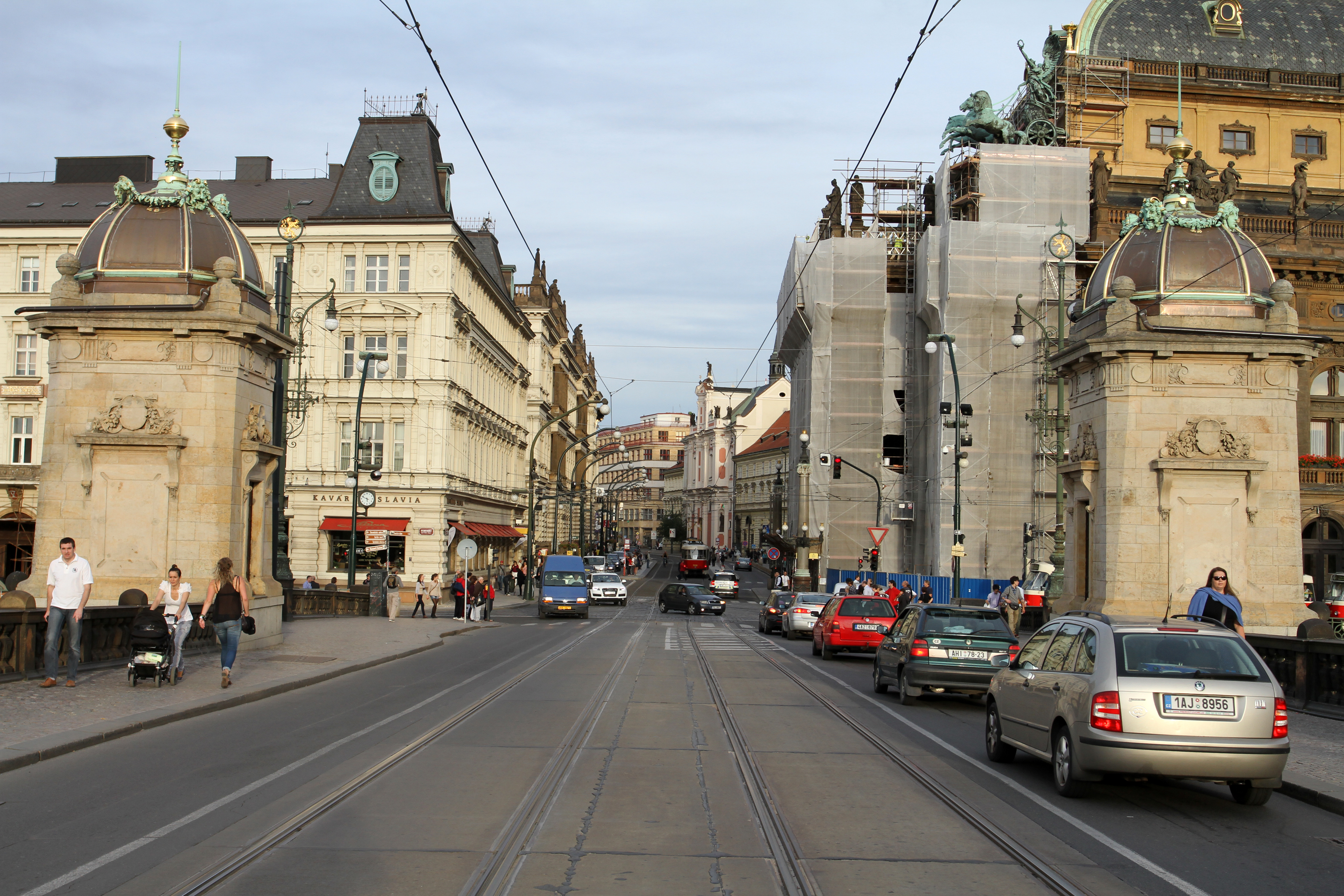
Вид с моста на Старе-Место (на правый берег). Справа видна часть здания Национального театра

Новый каменный мост был возведен в 1898—1901 годах. Он состоит из девяти низких арочных пролетов. Автором проекта был архитектор Антонин Балшанек (Antonín Balšánek) в сотрудничестве с Йозефом Яну (Josef Janů) и Йиржи Соукупом (Jiří Soukup). Подрядчиком выступила венгерская фирма Gregerson.
По концам моста стоят небольшие павильоны-пилоны для сбора оплаты, сверху увенчанные куполом в барочном духе. Двери украшены рельефами с аллегориями ремесел авторства Густава Зоулы (Gustav Zoula). Другие рельефы выполнил Йозеф Палоуш (Josef Palouš) по эскизам Вилема Аморта (Vilém Amort).
Ширина моста составляет 16,4 м. Прообразом ему послужил Мост Альма в Париже. Использованные материалы по цветовому составу должны символически соответствовать триколору, национальным цветам флага, как и у моста Палацкого. В облицовке чередуются голубой, белый и красный камни.
Изначально мост называли как и его предшественника — мост императора Франца Иосифа I. С этим связана легендарная история, как в газетах якобы появилась фотография с подписью «Procházka na mostě» («прогулка по мосту»). Так как «Procházka» — это и распространенная чешская фамилия, так, согласно легенде, стали называть императора, на эту тему появился ряд шуток. Название в честь легионов мост получил  с появлением Первой республики. При немецкой оккупации во время Второй мировой войны (1940—1945) мост назывался «мост Сметаны». Потом мосту вернули имя в честь легионов, но в 1960 году он был вновь переименован в более «современный» вариант — мост Первого мая. Традиционное наименование объект вернул себе только после Бархатной революции в 1989 году.